# Обрите (гміна)
Гміна Обрите (пол. Gmina Obryte) — сільська гміна у центральній Польщі. Належить до Пултуського повіту Мазовецького воєводства.
Станом на 31 грудня 2011 у гміні проживало 4864 особи.

## Площа
Згідно з даними за 2007 рік площа гміни становила 139.73 км², у тому числі:
- орні землі: 57.00%
- ліси: 38.00%

Таким чином, площа гміни становить 16.86% площі повіту.

## Населення
Станом на 31 грудня 2011:
| Опис     | Загалом | Загалом | Чоловіки | Чоловіки | Жінки | Жінки |
| -------- | ------- | ------- | -------- | -------- | ----- | ----- |
| одиниця  | осіб    | %       | осіб     | %        | осіб  | %     |
| все      | 4864    | 100     | 2436     | 50.08    | 2428  | 49.92 |
| міське   | 0       | 100     | 0        |          | 0     |       |
| сільське | 4864    | 100     | 2436     | 50.08    | 2428  | 49.92 |

## Сусідні гміни
Гміна Обрите межує з такими гмінами: Жевне, Жонсьник, Затори, Пултуськ, Шелькув.